# 山上圣母修道院
山上圣母修道院 (Abbazia di Santa Maria del Monte）是一座本笃会修道院，位于意大利切塞纳。这座雄伟的建筑，矗立在斯帕齐亚诺山（Colle Spaziano）上。

## 历史
修道院创建于1001年，1026年完工，与一座收藏圣毛禄遗骸的小教堂有关，他是本笃会修士，曾在10世纪上半叶担任切塞纳主教，有爬上修道院所在的山上祈祷的习惯。他的圣徒传记是由嘉玛道理会修士和枢机主教伯多禄·达米盎所写。修道院在1059年获得尼各老二世教宗诏书的确认 。
修道院在1177年招待客人皇帝腓特烈一世，因而受益匪浅。皇帝保护修道院，并授予修道院大量土地。然而，在1356年，弗利的统治者弗朗切斯科二世·奥尔德拉菲洗劫了修道院，并用作他部队的兵营。修士们逃亡了一年多。他们回来时，发现修道院已成了废墟。重建持续了一个多世纪。

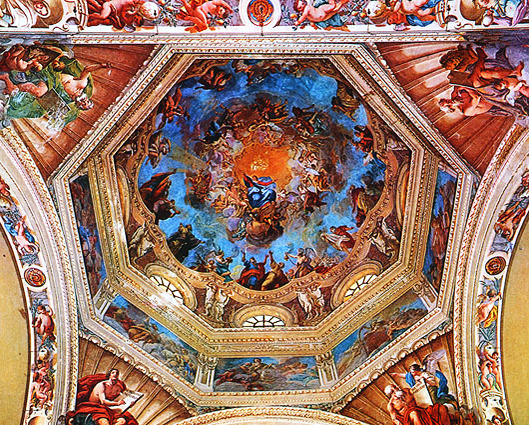
穹顶湿壁画

一系列不祥的事件导致了修道院的危机，在17世纪，由于1768年的地震，摧毁了圣殿的圆顶。圆顶由彼得罗·卡洛·博尔博尼重建于1773年至1774年之间，并由朱塞佩·米兰尼 装饰。
1796年，在拿破仑·波拿巴的法国革命军占领意大利期间，取缔了修道院。修士被驱逐，修道院里的东西被卖光了。圣殿交给方济各会管理，直到他们在1810年也被取缔，改由教区神父管理。在意大利恢复统治后，修道院的土地在1814年由其现任主人森普里尼伯爵归还给庇护七世，他是该市的本地人。教宗在1819年重新建立了修道院，
这一时期，该修道院的一个著名成员，一名年轻人，于1827年加入修会，名为伯多禄·卡萨雷托。他继续对教会进行重大改革， 现在这项改革几乎扩展到世界上的每一个大洲。。
修道院在1866年再次遭取缔。修士们直到1874年才得以返回，恢复修道。
1536年至1548年，修道院教堂呈现出现在的外观，设计者布里西盖拉的多梅尼科·格拉维尼，利用了多纳托·伯拉孟特的原始设计。作为切塞纳艺术生活的中心，山上圣殿也受益于该地区主要艺术家的作品：西皮奥内·萨科、吉罗拉莫·朗希和弗朗切斯科·马西尼。也有弗朗切斯科·莫兰迪的重要作品

## 还愿
修道院也以拥有欧洲最丰富的还愿收藏品之一（可追溯到五个多世纪前）而著称。若望保禄二世在1986年的访问中，也遵循这一习俗还了愿。修道院还以古董书修复的工作室而闻名，今天继续运作。